# Patrída (Imathie)
Patrída, en grec moderne : Πατρίδα), est un village du dème de Náoussa, district régional d'Imathie, en Macédoine-Centrale, Grèce.
Selon le recensement de 2011, la population du village s'élève à 1 492 habitants.